# Without You (canción de Mötley Crüe)
«Without You» es una power ballad de la banda estadounidense de heavy metal Mötley Crüe, originalmente lanzada en su álbum de 1989 Dr. Feelgood. En la canción Mick Mars toca una guitarra con la técnica slide durante el intro y el solo, un arpegio en guitarra acústica en los versos y puentes y usa licks diferentes en una guitarra eléctrica en toda la canción.

## Video musical
Un video musical fue hecho para la canción, que fue descrito por Nikki Sixx como teniendo un toque muy "surrealista". El video incluye diversas imágenes abstractas, un leopardo en vivo, un conjunto de violín durante el solo slide y la banda tocando en un antiguo Egipto de escenario. Las huellas de la tradición cultural persa están presentes en los últimos segundos del lanzamiento de estudio.

## Posiciones
Lanzado como tercer sencillo del álbum, en 1990, "Without You" alcanzó el puesto #8 en el Billboard Hot 100 en los Estados Unidos, #11 en la Tabla de Mainstream Rock y #39 en el UK Singles Chart.
| Fin del Año (1990)     | Posición |
| ---------------------- | -------- |
| U.S. Billboard Hot 100 | 8        |

## Personal
- Vince Neil - Voz
- Mick Mars - Guitarra
- Nikki Sixx - Bajo
- Tommy Lee - Batería